# Achurimima interioris
Achurimima interioris är en insektsart som beskrevs av Kenneth Hedley Lewis Key 1976. Achurimima interioris ingår i släktet Achurimima och familjen Morabidae. Inga underarter finns listade i Catalogue of Life.